# Steve McMichael
Steven Douglas McMichael (født 17. oktober 1957 i Houston, død  23. april 2025) var en amerikansk fodboldspiller, der i NFL spillede for New England Patriots, Chicago Bears og Green Bay Packers. Han wrestlede fra 1995 til 1999 også for World Championship Wrestling.
Steve 'Mongo' McMichael startede som kommentator i WCW i 1995 på organisationens nye tv-program Nitro. I 1996 begyndte han dog som wrestler og tilsluttede sig den legendariske firmandsgruppe IV Horsemen. Året efter vandt han WCW United States Heavyweight Championship ved at besejre sin tidligere tagteampartner Jeff Jarrett. McMichael forlod WCW i 1999 og blev også skilt fra sin kone Debra McMichael på dette tidspunkt – hun havde forladt ham til fordel for Stone Cold Steve Austin.[kilde mangler]